# Spialia galba

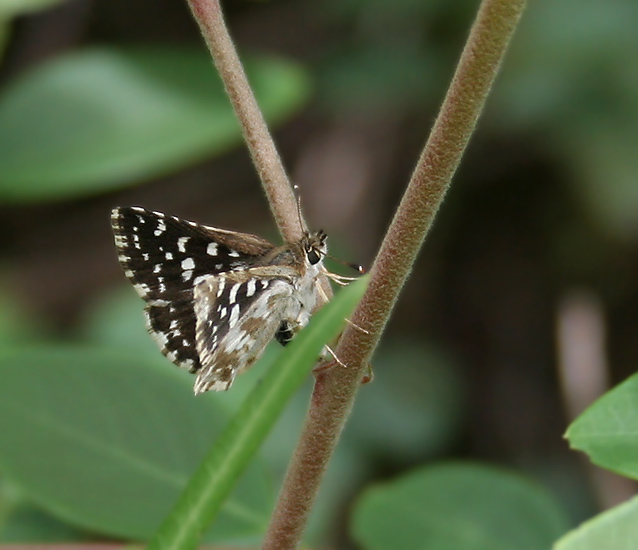
Chụp tại rừng Talakona của bang Andhra Pradesh, Ấn Độ.

Spialia galba, thường được biết đến với tên the Indian Skipper or the Indian Grizzled Skipper, là một loài bướm ngày thuộc Họ Bướm nâu được tìm thấy ở Nam Á và parts of Đông Nam Á..
Chúng phân bố từ Sri Lanka, South Ấn Độ to the Shan states in miền bắc Myanmar, Thái Lan, Việt Nam và Hải Nam.
Loài bướm này thường được tìm ở Ấn Độ ờ độ cao trên 1800m..